# Dichagyris roseotincta
Dichagyris roseotincta är en fjärilsart som beskrevs av Leo Schwingenschuss 1939. Dichagyris roseotincta ingår i släktet Dichagyris och familjen nattflyn. Inga underarter finns listade i Catalogue of Life.